# Paffrather Mühle

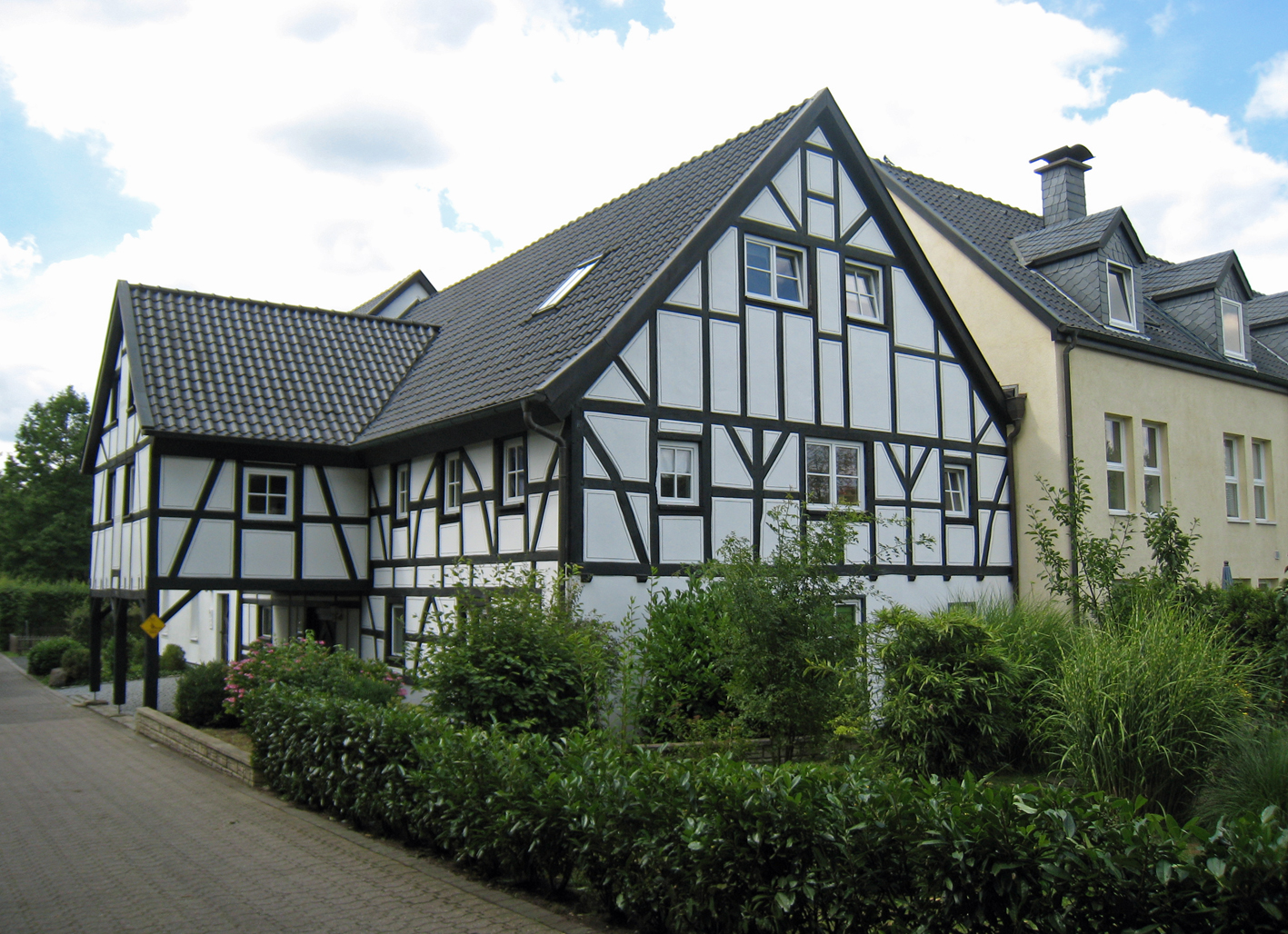
Die Paffrather Mühle 2015

Die Paffrather Mühle ist ein Ortsteil im Stadtteil Paffrath in Bergisch Gladbach.

## Geschichte
Die Bezeichnung Paffrather Mühle wurde bereits zu Beginn des 19. Jahrhunderts in der so genannten Distanztabelle als Ortsname eingeführt. Sie war schon im Mittelalter als Mahlmühle eingerichtet worden. Die Bauern aus der Umgebung ließen dort ihr Getreide mahlen. Sie wurde erstmals 1451 urkundlich erwähnt und im Urkataster am Mutzbach, der die Mühle antrieb, verzeichnet.
Aus Carl Friedrich von Wiebekings Charte des Herzogthums Berg 1789 geht hervor, dass die Paffrather Mühle zu dieser Zeit Teil der Honschaft Paffrath im gleichnamigen Kirchspiel war.
Unter der französischen Verwaltung zwischen 1806 und 1813 wurde das Amt Porz aufgelöst und die Mühle wurde politisch der Mairie im Kanton Bensberg zugeordnet. 1816 wandelten die Preußen die Mairie zur Bürgermeisterei Gladbach im Kreis Mülheim am Rhein. Mit der Rheinischen Städteordnung wurde Gladbach 1856 Stadt, die dann 1863 den Zusatz Bergisch bekam.
Der Ort ist auf der Topographischen Aufnahme der Rheinlande von 1824 ohne Namen und auf der Preußischen Uraufnahme von 1840 als Mühle verzeichnet. Ab der Preußischen Neuaufnahme von 1892 ist er auf Messtischblättern regelmäßig als Paffrather Mühle oder ohne Namen verzeichnet.
| Jahr | Einwohner | Wohn- gebäude | Kategorie   |
| ---- | --------- | ------------- | ----------- |
| 1845 | 8         | 1             | Fruchtmühle |
| 1885 | 7         | 1             | Wohnplatz   |
| 1895 | 6         | 2             | Wohnplatz   |
| 1905 | 6         | 1             | Wohnplatz   |

## Baudenkmal
- Die Paffrather Mühle wurde am 17. August 1983 unter Nr. 46 in die Liste der Baudenkmäler in Bergisch Gladbach eingetragen.